# Oude IJssel
El Oude IJssel (en holandés pronunciado /ˌʌudə ˈʔɛisəl/, viejo IJssel) o Issel (en alemán) es un río que atraviesa tierras de Alemania y los Países Bajos y tiene una longitud de unos ochenta y dos kilómetros. Es un afluente por la derecha del IJssel. Oude IJssel significa en holandés «Viejo IJssel» y era el curso superior del IJssel hasta que se excavó el canal que conecta este río con el Rin, posiblemente en la época romana.
Desde entonces el Rin es el mayor afluente del IJssel, si bien solo una parte del caudal de aquel desaguaba en este. Otros afluentes notables son el Berkel y el Schipbeek. El IJssel es el único brazo del delta del Rin que recibe afluentes en vez de dividirse en brazos menores; solo cerca de la desembocadura crea un pequeño delta propio.
El Oude IJssel nace en las proximidades de Borken, en Renania del Norte-Westfalia, en Alemania. Corre hacia al suroeste hasta casi confluir con el Rin cerca de Wesel y luego vira al noroeste. Tras Isselburg cruza la frontera con los Países Bajos y entra en la provincia de Güeldres. Cruza Doetinchem y se une al IJssel en Doesburg.